# Metrodira subulata
Metrodira subulata is een zeester uit de familie Echinasteridae.
De wetenschappelijke naam van de soort werd in 1840 gepubliceerd door John Edward Gray.